# Acacia sekhukhuniensis
Acacia sekhukhuniensis är en ärtväxtart som beskrevs av P.J.H.Hurter. Acacia sekhukhuniensis ingår i släktet akacior, och familjen ärtväxter. Inga underarter finns listade i Catalogue of Life.